# GSC1875-2410
GSC1875-2410 — хімічно пекулярна зоря спектрального класу A3, що має видиму зоряну величину в смузі V приблизно 10,9.